# Nordmans bästa - i vandrarens spår
Nordmans bästa - i vandrarens spår, ett samlingsalbum, släppt 2001, av den svenska musikgruppen Nordman. På albumet återfinns alla hitlåtarna, två helt nyinspelade låtar Reservat och Gränsen och dessutom låten Nordman som är en annorlunda version av Förlist.

## Låtlista
1. Vandraren (3:14)
2. Reservat (3:43)
3. Be mig (4:11)
4. Ännu glöder solen (4:03)
5. Laglöst land (3:53)
6. Se dig själv (3:36)
7. Brudrovet (3:51)
8. Förlist (3:53)
9. Kalla mig dåre (4:21)
10. Gränsen (3:26)
11. Under norrskenet (3:55)
12. Vill ha mer (3:44)
13. På mossen (4:40)
14. Det sista du ser (4:57)
15. Nordman (3:29)

Musik: Mats Wester utom "Förlist", "Kalla mig dåre" och "Nordman" av Mats Wester/Håkan Hemlin.
Texter: Py Bäckman utom "Förlist" av Lars Sahlin.

## Listplaceringar
| Lista (2001) | Position |
| ------------ | -------- |
| Sverige      | 36       |

### Fotnoter
1. ↑  ”Listplacering”. http://swedishcharts.com/showitem.asp?interpret=Nordman&titel=I+vandrarens+sp%E5r+%2D+Nordmans+B%E4sta&cat=a. Läst 1 maj 2011.